# Амамло
Амамло (груз. ამამლო, азерб. Hamamlı) — село, административный центр сельской административно-территориальной единицы Амамло, Дманисского муниципалитета, края Квемо-Картли республики Грузия с 99% - ным азербайджанским населением. Находится в юго-восточной части Грузии, на территории исторической области Борчалы.

## История
Название села упоминается в документах 1728 года, во время переписи населения региона.

### Топоним
Топоним села Амамло (азерб. «Hamamlı») в переводе с азербайджанского языка на русский язык означает «Банный».

## География
Село расположено на левом берегу реки Карабулах, в 9 км к югу от районного центра Дманиси, на высоте 1160 метров от уровня моря.
Граничит с городом Дманиси, селами Безакло, Мтисдзири, Земо-Орозмани, Квемо-Орозмани, Ваке, Пантиани, Ткиспири, Земо-Безакло, Далари, Гантиади, Шиндилиари, Цителсакдари, Джавахи, Кариани, Камарло, Шахмарло, Иакубло, Бослеби, Каклиани, Дагарухло, Сакире, Гора, Гугути и Ангревани Дманисского Муниципалитета.

## Население
По данным Государственного статистического комитета Грузии, согласно официальной переписи 2002 года, численность населения села Амамло составляет 1596 человек и на 99 % состоит из азербайджанцев.

## Экономика
Население в основном занимается овцеводством, скотоводством и овощеводством.

## Достопримечательности
- Средняя школа - построена в 1922 году.[7][10]

## Известные уроженцы
- Маджидов, Камандар Бафалиевич - борец греко-римского стиля, олимпийский чемпион, Заслуженный мастер спорта СССР, заслуженный тренер Республики Беларусь;[7][11]
- Ашуг Сона[7]
- Княз, Ильяс оглы Аслан - поэт, журналист, кандидат педагогических наук, доцент.[7][12]
- Алиев Иса - народный герой, защищал мирное население от вооруженных армянских группировок во время Первой мировой войны. При попытке ареста большевиками оказал жесткое сопротивление, но вскоре был расстрелян.
- Асланов Шахбаз Ильяс оглы (20 января 1945 года - 27 января 2000 года) - полковник Министерство юстиции Азербайджана.

### Участники Великой Отечественной войны
Село Амамло известно также своими уроженцами, участниками Великой Отечественной войны:
| - Аббас Абдурахман оглы - участник ВОВ, погиб в декабре 1942 года. - Асланов Паша Халил оглы - участник ВОВ. - Гаджи Айдамир оглы - участник ВОВ, погиб в декабре 1941 года. - Гаджи Гамза оглы - участник ВОВ, погиб в декабре 1942 года. - Гаджи Иса оглы - участник ВОВ, погиб в декабре 1941 года. - Адил Рустам оглы - участник ВОВ, погиб в декабре 1942 года. - Аллахверди Умбат оглы - участник ВОВ, погиб в декабре 1943 года. - Али Аббас оглы - участник ВОВ, погиб в декабре 1942 года. - Алиев Абдулла Аллахверди оглы - участник ВОВ, погиб в декабре 1942 года. - Алрим Аскяр оглы - участник ВОВ, погиб в 1941 году. - Амирастан Али оглы - участник ВОВ, погиб в декабре 1942 года. - Ахмедов Ахмед Иса оглы - участник ВОВ, погиб в декабре 1941 года. - Ахмедов Мамед Иса оглы - участник ВОВ, погиб в декабре 1942 года. - Вали Гамза оглы - участник ВОВ, погиб в декабре 1942 года. - Гасан Наби оглы - участник ВОВ, погиб в декабре 1943 года. - Гумбат Ахмед оглы - участник ВОВ, погиб в декабре 1942 года. - Гумбат Гамза оглы - участник ВОВ, погиб в декабре 1942 года. - Гусейн Наби оглы - участник ВОВ, погиб в декабре 1942 года. - Джалал Байрам оглы - участник ВОВ, погиб в декабре 1942 года. - Дурсун Гамид оглы - участник ВОВ, погиб в декабре 1941 года. - Идрис Агакиши оглы - участник ВОВ, погиб в декабре 1943 года. - Идрис Мустафа оглы - участник ВОВ, погиб в декабре 1941 года. - Ильяс Магомед оглы - участник ВОВ, погиб в декабре 1941 года. - Исмаил Дурсун оглы - участник ВОВ, погиб 25 ноября 1944 года. - Исмаил Мамед оглы - участник ВОВ, погиб в декабре 1941 года. - Исмаил Магомед оглы - участник ВОВ, погиб в декабре 1943 года. - Исмаил Наби оглы - участник ВОВ, погиб в декабре 1941 года. - Исрафил Рустам оглы - участник ВОВ, погиб в декабре 1942 года. - Ильяс Гасанпаша оглы - участник ВОВ. - Кара Гияс оглы - участник ВОВ, погиб в декабре 1943 года. | - Кярим Астан оглы - участник ВОВ, погиб в декабре 1941 года. - Кярим Иса оглы - участник ВОВ, погиб в декабре 1943 года. - Магамед Аляз оглы - участник ВОВ, погиб в декабре 1941 года. - Магамед Ахмед оглы - участник ВОВ, погиб в декабре 1942 года. - Магамед Умбат оглы - участник ВОВ, погиб в декабре 1943 года. - Мадат Иса оглы - участник ВОВ, погиб в декабре 1941 года. - Мамед Алляз оглы - участник ВОВ, погиб в декабре 1941 года. - Мамед Паша оглы - участник ВОВ, погиб в декабре 1942 года. - Муса Али оглы - участник ВОВ, погиб 26 июля 1941 года. - Мусаев Алей Ахмед Оглы ветеран ВОВ,умер 1947 году. - Мусаев Исмайыл Ахмед оглы - ветеран ВОВ, умер в 1989 года. - Мусаев Карам Ахмед оглы - ветеран ВОВ, умер в июле 2003 года. - Мусаев Джалал Ахмед оглы - ветеран ВОВ, умер в 2000 году - Мусаев Самед Мамедович - ветеран ВОВ. - Мусалим Аджи оглы - участник ВОВ, погиб в декабре 1941 года. - Мусалим Наби оглы - участник ВОВ, погиб в декабре 1944 года. - Мустафа Абдулла оглы - участник ВОВ, погиб в декабре 1943 года. - Мустафа Гасан оглы - участник ВОВ, погиб в декабре 1941 года. - Надир Шамиль оглы - участник ВОВ, погиб в 1945 году. - Насиб Шамиль оглы - участник ВОВ, погиб в декабре 1943 года. - Насибов Ильяс Сулейман оглы - участник ВОВ, погиб в сентябре 1941 года. - Омар Гаджихалил оглы - участник ВОВ, погиб в декабре 1943 года. - Омар Сахнан оглы - участник ВОВ, погиб в декабре 1942 года. - Паша Баба оглы - участник ВОВ, погиб в декабре 1942 года. - Рафик Ахмед оглы - участник ВОВ, погиб в декабре 1941 года. - Савханов Идрис Аслан оглы - участник ВОВ, погиб в декабре 1943 года. - Сиюн Насиб оглы - участник ВОВ, погиб в декабре 1941 года. - Теймур Баба оглы - участник ВОВ, погиб в декабре 1942 года. - Эминов Насиб оглы - участник ВОВ, погиб в декабре 1942 года. - Юнус Агакиши оглы - участник ВОВ, погиб в декабре 1941 года. - Юнус Кямал оглы - участник ВОВ, погиб в декабре 1941 года. - Юсуб Каграман оглы - участник ВОВ, погиб в декабре 1942 года. - Ясин Ибрагим оглы - участник ВОВ, погиб в декабре 1942 года. |